# 9238 Явапай
9238 Явапай (9238 Yavapai) — астероїд головного поясу, відкритий 28 квітня 1997 року.
Тіссеранів параметр щодо Юпітера — 3,270.
Названий на честь округу Явапай в штаті Аризона. Округ названий на честь племені Yavapai американських індіанців, які жили в цьому регіоні до часів європейських завоювань.